# Xenasteia divergens
Xenasteia divergens är en tvåvingeart som beskrevs av Hardy 1980. Xenasteia divergens ingår i släktet Xenasteia och familjen Xenasteiidae. Inga underarter finns listade i Catalogue of Life.